# Христиновка (Житомирская область)
Христи́новка (укр. Христинівка) — село на Украине, основано в 1920 году, находится в Народичском районе Житомирской области.
Код КОАТУУ — 1823788207. Население по переписи 2001 года составляет 57 человек. Почтовый индекс — 11413. Телефонный код — 4140. Занимает площадь 1,17 км².

## Адрес местного совета
11414, Житомирская область, Народичский р-н, с. Мотейки